# Diamánto Manolákou
Diamánto Manolákou (grec moderne : Διαμάντω Μανωλάκου), née le 1er mars 1959 au Pirée en Grèce, est une femme politique grecque.

## Biographie
Aux élections législatives grecques de janvier 2015, elle est élue députée au Parlement grec sur la liste du Parti communiste de Grèce dans la deuxième circonscription du Pirée.